# Antonín Dvořák Museum (Zlonice)
Het Antonín Dvořák Museum (Tsjechisch: Památník Antonína Dvořáka) is een biografisch museum in Zlonice ter herinnering aan de Tsjechische componist Antonín Dvořák (1841-1904).

## Collectie

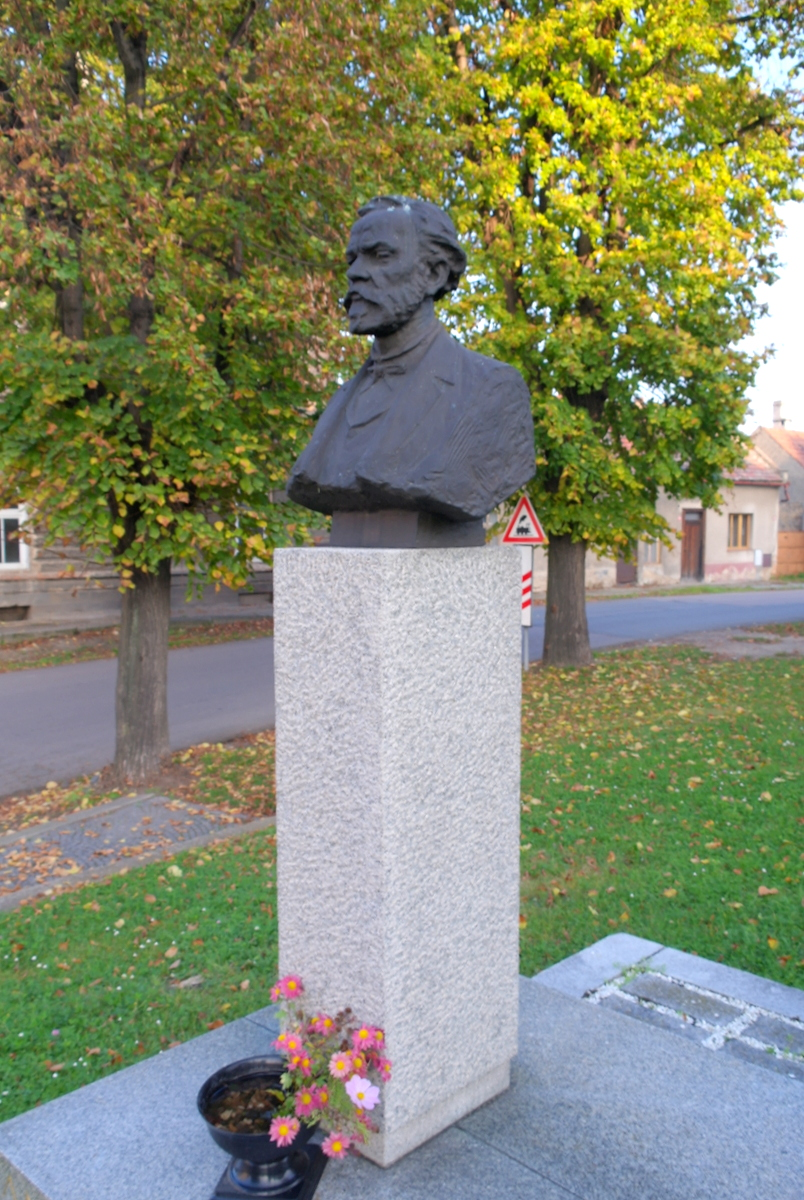
Buste bij het museum

Het toont stukken die herinneren aan het werk en leven van de componist. De stukken kwamen bij elkaar door verschillende particuliere giften en een donatie van het Tsjechische muziekfonds. Te zien zijn onder meer zijn tekstboek uit 1739, dirigeerstok, tabaksdoos, juwelenkistje, een spiegel uit zijn appartement in Praag en het bed waarin hij overleed.

## Geschiedenis
Het museum werd in 1954 geopend in een voormalig ziekenhuis in Zlonice dat in barokstijl is gebouwd. Na een renovatie werd het in 1984 heropend voor het publiek.
Het staat ook wel bekend als het Huis van de organist (Varhanikovna). Het is de voormalige woning van Antonín Liehmann, van wie Dvořák de beginselen leerde op orgel, piano en viool en les kreeg in muziektheorie en over de componisten van die tijd. Door tussenkomst van Liehman en zijn oom Zdenek kon Dvořák toegelaten worden tot de orgelopleiding in Praag.